# 632 Pyrrha
Pyrrha (asteróide 632) é um asteróide da cintura principal, a 2,1452957 UA. Possui uma excentricidade de 0,1937607 e um período orbital de 1 585,38 dias (4,34 anos).
Pyrrha tem uma velocidade orbital média de 18,2591744 km/s e uma inclinação de 2,21619º.
Esse asteróide foi descoberto em 5 de Abril de 1907 por August Kopff.